# 249302 Ajoie
249302 Ajoie este un asteroid din centura principală de asteroizi.

## Descriere
249302 Ajoie este un asteroid din centura principală de asteroizi. A fost descoperit pe 26 octombrie 2008 la Vicques de Michel Ory. Asteroidul prezintă o orbită caracterizată de o semiaxă mare de 3,92 ua, o excentricitate de 0,30 și o înclinație de 5,6° în raport cu ecliptica.